# Érase una vez... las américas
Érase una vez... las Américas (en francés: Il était une fois... les Amériques) es una serie de televisión animada francesa de 26 episodios con una duración de unos 25 minutos. Fue creada por Albert Barillé en los estudios Procidis y difundida por la cadena France 3 a partir de 1991. Contaba, de manera entretenida y educativa, la historia del continente americano, desde la prehistoria hasta la Edad Contemporánea (aunque se centra más en Norteamérica).
En España fue emitida por primera vez por La1 de TVE (que también participó en la producción) en 1992.

## Lista de episodios y fecha de
- 1. Los primeros pobladores americanos (29-06-1991)
- 2. Los cazadores (06-07-1991)
- 3. Los conquistadores del gran norte (13-07-1991)
- 4. La tierra prometida (20-07-1991)
- 5. Los constructores de Tumulus (27-07-1991)
- 6. Los aztecas antes de la conquista (03-08-1991)
- 7. El obstinado sueño de Cristóbal Colón (10-08-1991)
- 8. ¡América! (17-08-1991)
- 9. Cortés y los aztecas (24-08-1991)
- 10. ¡Que viva México! (31-08-1991)
- 11. Pizarro y el imperio de los incas (07-09-1991)
- 12. Jacques Cartier (14-09-1991)
- 13. La época de los conquistadores (21-09-1991)
- 14. Champlain (26-10-1991)
- 15. Inglaterra y sus trece colonias
- 16. Los indios en el siglo XVII
- 17. El final del sueño francés
- 18. Los indios en el siglo XVIII
- 19. Las trece colonias hacia su independencia
- 20. La Guerra de la Independencia
- 21. Madera de ébano
- 22. Los pioneros
- 23. Simón Bolívar
- 24. La fiebre del oro
- 25. El fin del pueblo indio
- 26. América, América

## Colección
- Érase una vez...
- Érase una vez... el hombre (1978)
- Érase una vez... el espacio (1982)
- Érase una vez... el cuerpo humano (1987)
- Érase una vez... los inventores (1994)
- Érase una vez... los exploradores (1996)
- Érase una vez... la ciencia (2000)